# Coppa d'Asia (calcio femminile)
La Coppa d'Asia femminile, ufficialmente AFC Women's Asian Cup, organizzata dall'AFC, è una competizione calcistica che mette di fronte le migliori squadre nazionali maggiori femminili asiatiche dopo un torneo di qualificazione.
La competizione raccoglie 12 squadre che si affrontano in 3 gironi da 4 squadre ciascuno. Le due prime classificate e le due migliori terze passano il turno dando vita alle semifinali e alle finali.

## Storia
La Coppa delle nazioni asiatiche femminile è stata disputata per la prima volta nel 1975 e si è quasi sempre svolta a cadenza biennale, escluso un periodo a cadenza triennale negli anni Ottanta. Dopo il 2010 la cadenza è diventata quadriennale.
La Cina è la squadra che ha ottenuto più titoli, nove.
I tornei disputatisi dal 1975 al 1983 vennero organizzati dalla ALFC (Asian Ladies' Football Confederation), un organismo indipendente sia dalla AFC che dalla FIFA.

## Edizioni
| Anno | Nazione ospitante | Finale 1º-2º posto | Finale 1º-2º posto      | Finale 1º-2º posto | Finale 3º-4º posto   | Finale 3º-4º posto      | Finale 3º-4º posto    | Numero di squadre |
| Anno | Nazione ospitante | Campione           | Risultato               | Secondo posto      | Terzo posto          | Risultato               | Quarto posto          | Numero di squadre |
| ---- | ----------------- | ------------------ | ----------------------- | ------------------ | -------------------- | ----------------------- | --------------------- | ----------------- |
| 1975 | Hong Kong         | Nuova Zelanda      | 3 - 1                   | Thailandia         | Australia            | 5 - 0                   | Malaysia              | 6                 |
| 1977 | Taiwan            | Taiwan             | 3 - 1                   | Thailandia         | Singapore            | 2 - 0                   | Indonesia             | 6                 |
| 1980 | India             | Taiwan             | 2 - 0                   | India del Sud      | Hong Kong            | n.d.                    | Australia Occidentale | 6                 |
| 1981 | Hong Kong         | Taipei cinese      | 5 - 0                   | Thailandia         | India                | 2 - 0                   | Hong Kong             | 8                 |
| 1983 | Thailandia        | Thailandia         | 3 - 0                   | India              | Malaysia             | 0 - 0 (dts) 5 - 4 (dtr) | Singapore             | 6                 |
| 1986 | Hong Kong         | Cina               | 2 - 0                   | Giappone           | Thailandia           | 3 - 0                   | Indonesia             | 7                 |
| 1989 | Hong Kong         | Cina               | 1 - 0                   | Taipei cinese      | Giappone             | 3 - 1                   | Hong Kong             | 8                 |
| 1991 | Giappone          | Cina               | 5 - 0                   | Giappone           | Taipei cinese        | 0 - 0 (dts) 5 - 4 (dtr) | Corea del Nord        | 9                 |
| 1993 | Malaysia          | Cina               | 3 - 0                   | Corea del Nord     | Giappone             | 3 - 0                   | Taipei cinese         | 8                 |
| 1995 | Malaysia          | Cina               | 2 - 0                   | Giappone           | Taipei cinese        | 0 - 0 (dts) 3 - 0 (dtr) | Corea del Sud         | 11                |
| 1997 | Cina              | Cina               | 2 - 0                   | Corea del Nord     | Giappone             | 2 - 0                   | Taipei cinese         | 11                |
| 1999 | Filippine         | Cina               | 3 - 0                   | Taipei cinese      | Corea del Nord       | 3 - 2                   | Giappone              | 15                |
| 2001 | Taiwan            | Corea del Nord     | 2 - 0                   | Giappone           | Cina                 | 8 - 0                   | Corea del Sud         | 14                |
| 2003 | Thailandia        | Corea del Nord     | 2 - 1 (dts)             | Cina               | Corea del Sud        | 1 - 0                   | Giappone              | 14                |
| 2006 | Australia         | Cina               | 2 - 2 (dts) 4 - 2 (dtr) | Australia          | Corea del Nord       | 3 - 2                   | Giappone              | 9                 |
| 2008 | Vietnam           | Corea del Nord     | 2 - 1                   | Cina               | Giappone             | 3 - 0                   | Australia             | 8                 |
| 2010 | Cina              | Australia          | 1 - 1 (dts) 5 - 4 (dtr) | Corea del Nord     | Giappone             | 2 - 0                   | Cina                  | 8                 |
| 2014 | Vietnam           | Giappone           | 1 - 0                   | Australia          | Cina                 | 2 - 1                   | Corea del Sud         | 8                 |
| 2018 | Giordania         | Giappone           | 1 - 0                   | Australia          | Cina                 | 3 - 1                   | Thailandia            | 8                 |
| 2022 | India             | Cina               | 3 - 2                   | Corea del Sud      | Filippine e Giappone | Filippine e Giappone    | Filippine e Giappone  | 12                |
| 2026 | Australia         |                    | -                       |                    |                      |                         |                       | 12                |
| 2029 | Uzbekistan        |                    | -                       |                    |                      |                         |                       | 12                |

## Albo d'oro
| Squadra        | 1º | 2º | 3º | 4º | SF |  |
| Cina           | 9  | 2  | 3  | 1  | 0  |  |
| Corea del Nord | 3  | 3  | 2  | 1  | 0  |  |
| Taipei cinese  | 3  | 2  | 2  | 2  | 0  |  |
| Giappone       | 2  | 4  | 5  | 3  | 1  |  |
| Thailandia     | 1  | 3  | 1  | 1  | 0  |  |
| Australia      | 1  | 3  | 2  | 1  | 0  |  |
| Nuova Zelanda  | 1  | 0  | 0  | 0  | 0  |  |
| India          | 0  | 2  | 1  | 0  | 0  |  |
| Corea del Sud  | 0  | 1  | 1  | 3  | 0  |  |
| Hong Kong      | 0  | 0  | 1  | 2  | 0  |  |
| Singapore      | 0  | 0  | 1  | 1  | 0  |  |
| Malaysia       | 0  | 0  | 1  | 1  | 0  |  |
| Indonesia      | 0  | 0  | 0  | 2  | 0  |  |
| Filippine      | 0  | 0  | 0  | 0  | 1  |  |

## Partecipazioni e prestazioni nelle fasi finali
Legenda
- 1ª - Campione
- 2ª - Secondo posto
- 3ª - Terzo posto
- 4ª - Quarto posto
- 5ª - Quinto posto
- 6ª - Sesto posto
- SF - Semifinale
- QF - Quarti di finale

- 1T - Primo turno
- •  – Non qualificata
- – Non partecipante
- – Nazione ospitante
- Q - Qualificata per il prossimo torneo
- S - Squalificata
- R - Ritirata

| Nazionale      | 1975 (6) | 1977 (6) | 1980 (6) | 1981 (8) | 1983 (6) | 1986 (7) | 1989 (8) | 1991 (9) | 1993 (8) | 1995 (11) | 1997 (11) | 1999 (15) | 2001 (14) | 2003 (14) | 2006 (9) | 2008 (8) | 2010 (8) | 2014 (8) | 2018 (8) | 2022 (12) | 2026 (12) | 2029 (12) | Totale |
| -------------- | -------- | -------- | -------- | -------- | -------- | -------- | -------- | -------- | -------- | --------- | --------- | --------- | --------- | --------- | -------- | -------- | -------- | -------- | -------- | --------- | --------- | --------- | ------ |
| Australia      | 3ª       |          | 3ª       |          |          |          |          |          |          |           |           |           |           |           | 2ª       | 4ª       | 1ª       | 2ª       | 2ª       | QF        | Q         |           | 9      |
| Bangladesh     |          |          |          |          |          |          |          |          |          |           |           |           |           |           |          |          |          | •        |          | •         | Q         |           | 1      |
| Birmania       |          |          |          |          |          |          |          |          |          |           |           |           |           | 1T        | 1T       | •        | 1T       | 1T       | •        | 1T        | •         |           | 5      |
| Cina           |          |          |          |          |          | 1ª       | 1ª       | 1ª       | 1ª       | 1ª        | 1ª        | 1ª        | 3ª        | 2ª        | 1ª       | 2ª       | 4ª       | 3ª       | 3ª       | 1ª        | Q         |           | 16     |
| Corea del Nord |          |          |          |          |          |          | 1T       | 4ª       | 2ª       |           | 2ª        | 3ª        | 1ª        | 1ª        | 3ª       | 1ª       | 2ª       | S        | •        | R         | Q         |           | 11     |
| Corea del Sud  |          |          |          |          |          |          |          | 1T       | 1T       | 4ª        | 1T        | 1T        | 4ª        | 3ª        | 1T       | 1T       | 1T       | 4ª       | 5ª       | 2ª        | Q         |           | 14     |
| Filippine      |          |          |          | 1T       | 1T       |          |          |          | 1T       | 1T        | 1T        | 1T        | 1T        | 1T        | •        | •        |          | •        | 6ª       | SF        | Q         |           | 11     |
| Giappone       |          | 1T       |          | 1T       |          | 2ª       | 3ª       | 2ª       | 3ª       | 2ª        | 3ª        | 4ª        | 2ª        | 4ª        | 4ª       | 3ª       | 3ª       | 1ª       | 1ª       | SF        | Q         |           | 18     |
| Giordania      |          |          |          |          |          |          |          |          |          |           |           |           |           |           |          |          | •        | 1T       | 1T       | •         | •         |           | 2      |
| Guam           |          |          |          |          |          |          |          |          |          |           | 1T        | 1T        | 1T        | 1T        | •        |          |          |          |          | •         | •         |           | 4      |
| Hong Kong      | 1T       | 1T       | 3ª       | 4ª       | 1T       | 1T       | 4ª       | 1T       | 1T       | 1T        | 1T        | 1T        | 1T        | 1T        | •        | •        | •        | •        | •        | •         | •         |           | 14     |
| India          |          |          | 2ª       | 3ª       | 2ª       |          |          |          |          | 1T        | 1T        | 1T        | 1T        | 1T        | •        | •        |          | •        | •        | R         | Q         |           | 10     |
| Indonesia      |          | 4ª       |          | 1T       |          | 4ª       | 1T       |          |          |           |           |           |           |           | •        |          |          |          |          | 1T        | •         |           | 5      |
| Iran           |          |          |          |          |          |          |          |          |          |           |           |           |           |           |          |          | •        | •        | •        | 1T        | Q         |           | 2      |
| Kazakistan     |          |          |          |          |          |          |          |          |          | 1T        | 1T        | 1T        |           |           |          |          |          |          |          |           |           |           | 3      |
| Malaysia       | 4ª       |          | 1T       |          | 3ª       | 1T       |          | 1T       | 1T       | 1T        |           | 1T        | 1T        |           |          | •        |          |          |          | •         | •         |           | 9      |
| Nepal          |          |          |          |          |          | 1T       | 1T       |          |          |           |           | 1T        |           |           |          |          |          |          |          | •         | •         |           | 3      |
| Nuova Zelanda  | 1ª       |          |          |          |          |          |          |          |          |           |           |           |           |           |          |          |          |          |          |           |           |           | 1      |
| Singapore      | 1T       | 3ª       |          | 1T       | 4ª       |          |          | 1T       |          |           |           |           | 1T        | 1T        | •        | •        |          |          | •        | •         | •         |           | 7      |
| Taipei cinese  |          | 1ª       | 1ª       | 1ª       |          |          | 2ª       | 3ª       | 4ª       | 3ª        | 4ª        | 2ª        | 1T        | 1T        | 1T       | 1T       | •        | •        | •        | QF        | Q         |           | 15     |
| Thailandia     | 2ª       | 2ª       |          | 2ª       | 1ª       | 3ª       | 1T       | 1T       |          | 1T        |           | 1T        | 1T        | 1T        | 1T       | 1T       | 1T       | 5ª       | 4ª       | QF        | •         |           | 17     |
| Uzbekistan     |          |          |          |          |          |          |          |          |          | 1T        | 1T        | 1T        | 1T        | 1T        | •        |          | •        | •        | •        | •         | Q         | Q         | 6      |
| Vietnam        |          |          |          |          |          |          |          |          |          |           |           | 1T        | 1T        | 1T        | 1T       | 1T       | 1T       | 6ª       | 1T       | QF        | Q         |           | 10     |